# Falkenhagen (Mark)
Falkenhagen (Mark) è un comune di 684 abitanti del Brandeburgo, in Germania.

Appartiene al circondario (Landkreis) del Märkisch-Oderland (targa MOL) ed è parte della comunità amministrativa (Amt) di Seelow-Land.

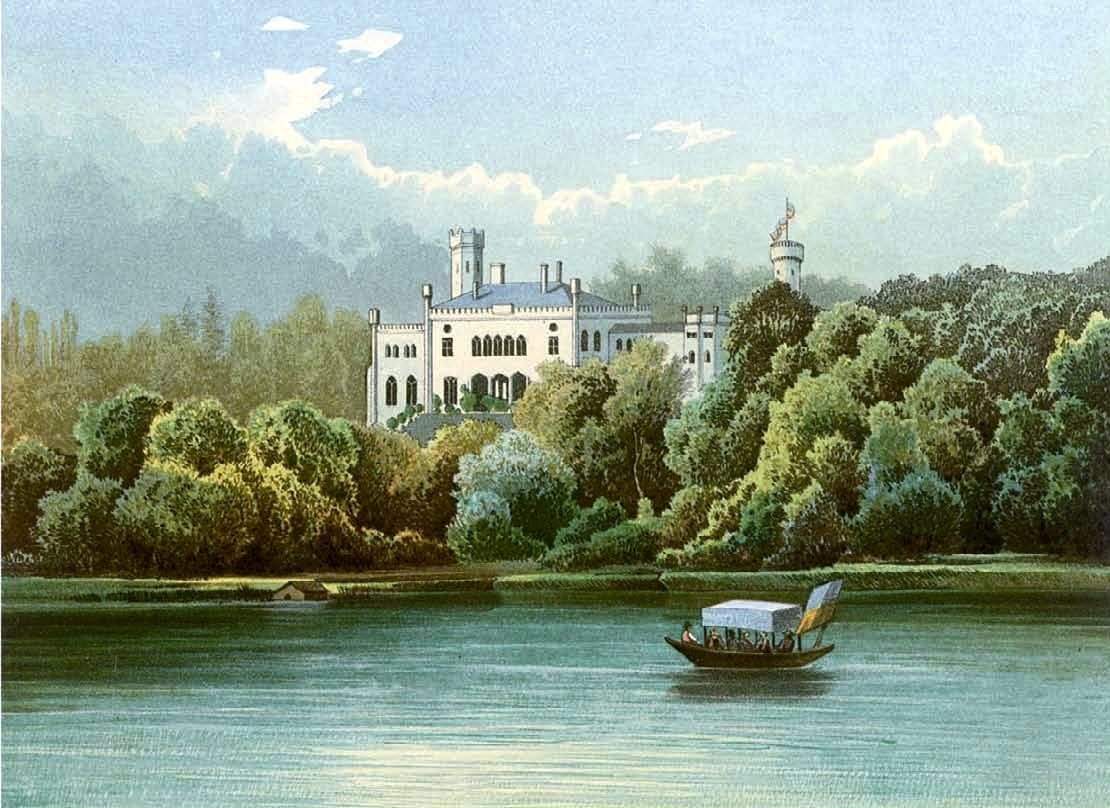
Palace Falkenhagen around 1860, Edition by Alexander Duncker

## Geografia antropica

### Suddivisioni amministrative
Il territorio comunale si divide in 3 zone (Ortsteil), corrispondenti al centro abitato di Falkenhagen e a 2 frazioni:
- Falkenhagen (centro abitato)
- Georgenthal
- Regenmantel